# Alex Masi
Alex Masi (né à Venise le 14 mai 1969) est un guitariste italien.

## Biographie
Alex Masi est né le 14 mai 1969 à Venise. Il étudie au Conservatoire de musique de Vérone.  
Au début des années 1980, Masi s'installe brièvement à Londres où il joue avec plusieurs musiciens de la scène NWOBHM
En 1984, il forme le groupe de heavy rock Dark Lord  au sein duquel il enregistre deux EP. Dark Lord tourne en première partie de plusieurs groupes majeurs de cette époque jusqu'en 1986, date à laquelle Masi est invité par Metal Blade Records à déménager à Los Angeles et à rejoindre le groupe Sound Barrier. 
Il fonde ensuite son propre groupe, appelé Masi.Le premier album sous ce nom s'intitule Fire in the Rain et contient le single homonyme. Le deuxième album, celui ayant le plus de succès, se nomme Downtown Dreamers. 
Son premier album solo est Attack of the Neon Shark qui reçoit une nomination aux Grammy Awards pour le meilleur album de rock instrumental. Son deuxième album solo s'appelle Vertical Invader et ne comprend que Masi et le batteur John Macaluso.
En 1998, Masi publie le premier album d'une trilogie à succès consacrée à trois des musiciens classiques les plus célèbres de l'histoire, intitulé In the Name of Bach.Viennent ensuite In the Name of Mozart et In the Name of de Beethoven.À peu près à la même époque, il sort son dernier album Masi, Eternal Struggle.En 2006, il publie l'album solo Late Nights at Desert Rimrock . 
2011 voit la sortie du premier album solo instrumental contenant des éléments d'électro associés à un travail de guitare intense : l'album Theory of Everything a est publié par Lion Music et comprenait le single Ladies of the House. Plus tard, en 2013, le deuxième album à forte influence électronique est intitulé Danger Zone sorti sur Grooveyard Records.
Les deux albums sortis sous le nom de MCM, mettant en vedette John Macaluso à la batterie et Randy Coven à la basse, sont également très pertinents dans la production d'Alex Masi. Le premier album intitulé Ritual Factory est enregistré et publié après une tournée réussie en Amérique centrale tandis que la version suivante !900 Hard Times est enregistrée lors de concerts aux États-Unis et en Europe.
Alex Masi collabore en studio et en concert avec Chris Aable, Carmine Appice, Allan Holdsworth, John Macaluso, Randy Coven, Ray Gillen, Claude King, Steve Bailey, Frankie Banali, Shawn Lane, Joseph Williams, Robin McCauley, Ken Templin, Rudy Sarzo, Jeff Pilson, Briam McDonald, Jeff Scott Soto, Mark Free, Mark Boals etc.
Alex Masi vit et travaille à Los Angeles en Californie

## Discographie

### Dark Lord
- Dark Lord (EP) (1983)
- State of Rock (EP) (1985)

### Masi
- Fire in the Rain (1987)
- Downtown Dreamers (1988)
- Eternal Struggle (2001)

### En solo
- Attack of the Neon Shark (1989)
- Vertical Invader (1990)
- Tales from the North (1995)
- The Watcher (1997)
- In the Name of Bach (1999)
- Steel String Bach (2000)
- In the Name of Mozart (2004)
- In the Name of Beethoven (2005)
- Late Nights at Desert's Rimrock (2006)
- Theory of Everything (2010)
- Danger Zone (2013)

### Condition Red
- Condition Red (2000)
- Condition Red II (2003)

### MCM
- Ritual Factory (2004)
- 1900: Hard Times (Live) (2007)

### The Trio of Stridence
- Pastrami Standards (2006)